# Alex Rodriguez Park at Mark Light Field
Alex Rodriguez Park at Mark Light Field es un estadio de béisbol en el campus de la Universidad de Miami en Coral Gables, Florida, EE. UU.. Es el estadio del equipo de béisbol Miami Hurricanes de la Universidad de Miami. El estadio tiene una capacidad de 5,000 espectadores. El primer juego se llevó a cabo el 16 de febrero de 1973.
El fan de Avid Miami, George Light, donó dinero para la construcción del estadio. El Mark Light Field fue nombrado en honor al hijo de George, Mark Light, que murió de distrofia muscular. Después de una contribución de $3.9 millones de dólares por la estrella de Grandes Ligas Alex Rodríguez, el estadio fue renovado entre 2007-2009, y se le cambió el nombre.
En 2011, los Hurricanes ocuparon el puesto 23 en la División I del béisbol universitario en concurrencia, promediando 2,895 espectadores por partido.